# Пелико, Жизель
Жизе́ль Пелико́ (фр. Gisèle Pelicot, произношение [ʒizɛl peliko] (слушать)о файле; род. 7 декабря 1952, Villingen, ФРГ) — француженка, которая стала жертвой изнасилования. С 2011 по 2020 год её тогдашний муж Доминик Пелико тайно накачивал её наркотиками и насиловал, а также пригласил по меньшей мере 83 мужчин, с которыми он связывался, в основном, через немодерируемый французский веб-сайт изнасиловать её, пока она была без сознания. Жизель узнала о насилии в 2020 году, когда Доминик был арестован за то, что делал апскирт фотографии в местном супермаркете, а при обыске полицией его компьютерного оборудования были найдены изображения её изнасилования.

## Биография
Родившаяся 7 декабря 1952 года в городе Филлинген в южной части Западной Германии, Жизель Пелико — дочь французского солдата. Она приехала во Францию, когда ей было пять лет, а её мать умерла от рака, когда ей было девять. В 1971 году она встретила своего будущего мужа Доминика Пелико. Они поженились в апреле 1973 года и поселились в пригороде Парижа Вилье-сюр-Марн. Сын Дэвид и дочь Каролин родились в первые годы брака; за ними последовал Флориан, родившийся в 1986 году.
Жизель сделала карьеру в администрации государственной электроэнергетической компании. Доминик работал электриком и агентом по недвижимости и основала ряд предприятий, которые в конечном итоге обанкротились. У Жизель был трёхлетний роман с коллегой. Когда Доминик узнал об их связи, он переехал к другой женщине на несколько месяцев, прежде чем пара помирилась и возобновила совместную жизнь. В 2001 году пара развелась по финансовым причинам. Они продолжали сожительствовать и снова поженились в 2007 году.
Выйдя на пенсию в 2013 году, Пелико переехали в Мазан на юго-востоке Франции, сняв дом с бассейном. Жизель присоединилась к хору, а её муж много катался на велосипеде. На летних каникулах к ним присоединялись дети и внуки.

### Насилие и раскрытие фактов
Когда пара жила около Парижа, Жизель прописали Теместу (лоразепам), бензодиазепиновый транквилизатор. Пока она спала, Доминик воспользовался её глубоким сном и изнасиловал её. Он начал добавлять снотворное, полученное от своего врача, в её еду и питьё, чтобы она засыпала.
После того как пара переехала в Мазан, Доминик начал приглашать мужчин, с которыми он общался в Интернете, изнасиловать Жизель, пока она была под воздействием психотропных препаратов. У Жизель были провалы в памяти из-за этих препаратов; она беспокоилась, что у неё может быть болезнь Альцгеймера или опухоль мозга, но обследование их не выявило. У неё были подозрения, и однажды она спросила мужа, не подсыпал ли он ей наркотики, он всё отрицал, и она поверила ему.
После того как её мужа арестовали за то, что он подглядывал за женщинами в местном супермаркете в сентябре 2020 года, полиция обнаружила на изъятом из дома пары компьютерном оборудовании изображения спящей Жизель, которую насиловал её муж и по меньшей мере 83 других мужчины. Жизель вспомнила тот день, 2 ноября 2020 года, когда их вызвали в полицейский участок и показали ей видеозаписи её насилия: «Всё рухнуло. Всё, что я строила 50 лет». Доминик был заключён под стражу. Жизель уехала из их дома и начала процедуру развода; она не видела своего бывшего мужа до суда в сентябре 2024 года. Развод был завершён непосредственно перед судом.